# باربارا وینشتین (تاریخ‌نگار)
باربارا وینشتین (انگلیسی: Barbara Weinstein؛ زادهٔ ۵ مهٔ ۱۹۵۲) تاریخ‌نگار اهل ایالات متحده آمریکا است.
وی همچنین برندهٔ جوایزی همچون برنامه فولبرایت و کمک‌هزینه گوگنهایم شده‌است.